# Bart Middelburg
Bart Middelburg (1956) is een Nederlands schrijver en (misdaad)journalist bij Het Parool. Hij schreef onder meer boeken over Thea Moear, de IRT-affaire en Klaas Bruinsma.
De publicaties over Klaas Bruinsma, de drugsbaron die 13 jaar lang, tot oktober 1988 zelden in de publiciteit was gekomen, anders dan met zijn initialen in rechtbankverslagen, waarin hij opgevoerd werd als een respectabele vastgoedhandelaar, kwam Middelburg op een aantal civiele processen te staan en hij belandde zelfs op Bruinsma's executielijst. Desondanks bleef hij over Bruinsma publiceren en verscheen in 1992,nadat Bruinsma in juni 1991 was vermoord, zijn boek De Dominee, dat een bestseller werd. Gerrard Verhage baseerde zijn film De Dominee (2004) losjes op het boek van Middelburg. Verder schreef Middelburg met René ter Steege een boek over de Nederlandse oorlogsmisdadiger Dries Riphagen, en met Paul Vugts een boek over de Amsterdamse onderwereld en een inleiding bij de publicatie van de zogeheten Endstra-tapes.